# 강성국
강성국(姜聲國, 1966년 9월 9일 ~ )은 대한민국의 판사 출신 법조인이며, 제64대 법무부 차관을 역임하였다.

## 학력
- 목포고등학교 졸업
- 고려대학교 법과대학 법학 학사
- 고려대학교 대학원 법학 석사

## 경력
- 1988년: 제30회 사법시험 합격
- 1991년: 제20기 사법연수원
- 1994년: 광주지방법원 판사
- 2004년 2월: 대법원 재판연구관, 서울고등법원 판사, 서울중앙지방법원 판사
- 2006년 2월: 광주지방법원 부장판사
- 2007년 2월: 사법연수원 교수
- 2010년 2월: 서울중앙지방법원 부장판사
- 2013년 2월: 서울북부지방법원 부장판사
- 2020년 7월: 법무부 법무실 실장
- 2021년 7월 ~ 2022년 5월: 법무부 차관
- 2021년 8월: 이재용 가석방위원회 내부위원장
- 2022년 5월: 법무부 장관 직무대리
- 2022년 9월 ~ 2024년 5월 제21대 후반기 국회공직자윤리위원회 위원장
- 2022년 ~ : 한국공인노무사회 고문
- 2022년 ~ : 법무법인(유) 지평 파트너변호사
- 2023년 ~ : 학교법인 한국폴리텍 고문변호사

## 논란
2021년 8월 27일 아프가니스탄 난민 지원방안 브리핑 당시 직원이 바닥에 무릎을 꿇은 채 우산을 씌우도록 하여 과잉 의전 논란이 일었다. 이후 기자들의 요청에 의한 것으로  밝혀젔다.